# Insolentipalpus phaeocrota
Insolentipalpus phaeocrota är en fjärilsart som beskrevs av George Francis Hampson. Insolentipalpus phaeocrota ingår i släktet Insolentipalpus och familjen nattflyn. Inga underarter finns listade i Catalogue of Life.